# Natação artística no Campeonato Europeu de Esportes Aquáticos de 2022 - Rotina livre equipes
A prova da rotina livre equipes da natação artística no Campeonato Europeu de Esportes Aquáticos de 2022 ocorreu entre os dias 13 e 15 de agosto no Foro Italico, em Roma na Itália.

## Calendário
| Fase       | Data         | Hora  |
| ---------- | ------------ | ----- |
| Preliminar | 13 de agosto | 09:30 |
| Final      | 15 de agosto | 15:00 |

Todos os horários estão no horário local (UTC+1)

## Medalhistas
| Ouro | Prata | Bronze |
| Ucrânia · Maryna Aleksiiva · Vladyslava Aleksiiva · Olesia Derevianchenko · Marta Fiedina · Veronika Hryshko · Anhelina Ovchynnikova · Anastasiia Shmonina · Valeriya Tyshchenko | Itália · Domiziana Cavanna · Linda Cerruti · Costanza Di Camillo · Costanza Ferro · Gemma Galli · Marta Iacoacci · Francesca Zunino · Enrica Piccoli | França · Camille Bravard · Ambre Esnault · Laura Gonzalez · Mayssa Guermoud · Maureen Jenkins · Eve Planeix · Charlotte Tremble · Mathilde Vigneres |

## Resultados
Esses foram os resultados da competição.
| Pos.              | Nacionalidade | Nadadora | Preliminar | Preliminar | Final   | Final |
| Pos.              | Nacionalidade | Nadadora | Pontos     | Pos.       | Pontos  | Pos.  |
| ----------------- | ------------- | --- | ---------- | ---------- | ------- | ----- |
| Medalha de ouro   | Ucrânia       | Maryna Aleksiiva Vladyslava Aleksiiva Olesia Derevianchenko Marta Fiedina Veronika Hryshko Anhelina Ovchynnikova Anastasiia Shmonina Valeriya Tyshchenko                 | 94.7000    | 1          | 94.1000 | 1     |
| Medalha de prata  | Itália        | Domiziana Cavanna Linda Cerruti Costanza Di Camillo Costanza Ferro Gemma Galli Marta Iacoacci Francesca Zunino Enrica Piccoli                                            | 91.7333    | 2          | 92.6667 | 2     |
| Medalha de bronze | França        | Camille Bravard Ambre Esnault Laura Gonzalez Mayssa Guermoud Maureen Jenkins Eve Planeix Charlotte Tremble Mathilde Vigneres                                             | 89.5000    | 3          | 90.5667 | 3     |
| 4                 | Grécia        | Maria Alzigkouzi Kominea Eleni Fragkaki Krystalenia Gialama Danai Kariori Ifigeneia Krommydaki Sofia Malkogeorgou Zoi Karangelou Andriana Misikevych                     | 88.0000    | 4          | 89.1333 | 4     |
| 5                 | Israel        | Shelly Bobritsky Maya Dorf Noy Gazala Catherine Kunin Nikol Nahshonov Ariel Nassee Polina Prikazchikova Shani Sharaizin                                                  | 85.1667    | 5          | 86.0333 | 5     |
| 6                 | Alemanha      | Thea Marta Zehentner Jazz Li Alicja Lausch Denise Deisner Maria Denisov Susana Rovner Klara Bleyer Marlene Bojer Michelle Zimmer Mia Emilia Duda-Dudynska Solene Guisard | 84.2667    | 6          | 84.6000 | 6     |
| 7                 | Reino Unido   | Robyn Swatman Laura Turberville Cerys Hugues Daisy Gunn Millicent Costello Daniella Lloyd Isobel Davies Isobel Blinkhorn                                                 | 81.8667    | 7          | 82.9333 | 7     |
| 8                 | Suíça         | Ilona Fahrni Emma Grosvenor Ladina Lippuner Milla Morel Babou Schupbach Alicia Semon Fanny Semon Anna Tary                                                               | 81.8333    | 8          | 82.4667 | 8     |
| 9                 | Turquia       | Alara Aker Sude Dicle Zeynep Buse Güngör Cansın Kütüçoğlu Nil Deniz Senturk Nil Talu Selin Telci Ece Ungor                                                               | 70.5333    | 9          | 72.0667 | 9     |